# Передозировка парацетамолом
Передозировка парацетамолом — состояние организма человека при превышении рекомендуемых дозировок парацетамола, а также при обычных терапевтических дозировках в случае одновременного наличия специфических физиологических состояний.
Токсичность парацетамола связана с истощением в организме запасов глутатиона и накоплением промежуточных продуктов метаболизма парацетамола, обладающих гепатотоксическим действием.
При острых отравлениях парацетамолом в случае оказания своевременной медицинской помощи смерть наступает в 0,1% случаев. Без оказания медицинской помощи смертность резко возрастает.

## Механизм токсического действия
Парацетамол подвергается гидроокислению ферментом цитохромом Р450, что приводит к образованию токсичного метаболита N-ацетил-п-бензохинонимина. При передозировке препаратов с парацетамолом концентрация данного метаболита может превышать допустимый уровень, после чего печень перестаёт его эффективно обезвреживать. Несвязанные конъюгаты с глутатионом вызывают повышение уровня метаболитов в крови. Повышенная аккумуляция метаболитов может привести к связыванию белков в гепатоцитах с ними, что может привести к их некрозу.

### Гепатотоксичность
Разовый приём парацетамола в дозировке более 10 г у взрослых или более 140 мг/кг у детей может привести к отравлению, сопровождающемуся тяжёлым поражением печени.
В начале 2000-х годов появились данные о гепатотоксическом действии парацетамола при его умеренной передозировке, а также при приёме парацетамола в высоких терапевтических дозах и одновременном приёме алкоголя или индукторов микросомальной ферментной системы печени Р-450 (антигистаминные препараты, глюкокортикоиды, фенобарбитал, этакриновая кислота и другие). Тяжёлые поражения печени могут возникать у лиц, систематически употребляющих алкоголь, особенно, если приём парацетамола произошёл через короткий промежуток времени после употребления алкоголя.
Имеются данные, что тяжёлая гепатотоксичность у взрослых может развиться уже при разовой дозе 7,5 грамм парацетамола.
По данным исследования, проведённого на базе Российской медицинской академии непрерывного профессионального образования, детской городской клинической больницы № 13 им. Н. Ф. Филатова, Российского национального исследовательского медицинского университета им. Н. И. Пирогова, у детей старше 11 лет при разовом приёме парацетамола свыше 3 г развивается острое отравление. При первой фазе у больных появляются нейросенсорные и общесоматические нарушения. В ряде случаев этим проявление интоксикации заканчивается. Во второй фазе появляются нарушения желудочно-кишечного тракта, характеризующиеся болевым синдромом, тошнотой, рвотой и поражением печени с развитием гепатоцеллюлярного гепатита.

### Желудочно-кишечные кровотечения
Кроме того, бесконтрольный приём парацетамола и нестероидных противовоспалительных препаратов часто становится причиной желудочно-кишечных кровотечений, для лечения которых требуется госпитализация. В некоторых случаях наступает летальный исход.

## Профилактика и лечение
Для детоксикации и снижения токсического воздействия парацетамола применяют ацетилцистеин (N-ацетил-L-цистеин, NAC), который увеличивает запасы глутатиона в печени.
При интоксикации парацетамолом необходимо иметь в виду, что форсированный диурез малоэффективен и даже опасен, перитонеальный диализ и гемодиализ неэффективны. Ни в коем случае нельзя применять антигистаминные препараты, глюкокортикоиды, фенобарбитал и этакриновую кислоту, которые могут оказать индуцирующее влияние на ферментные системы цитохрома Р-450 и усилить образование гепатотоксичных метаболитов.
С целью сокращения летальных случаев и госпитализаций, связанных с приёмом парацетамола, нестероидных противовоспалительных препаратов и других безрецептурных средств, Американская гастроэнтерологическая ассоциация организовала специальную просветительскую кампанию «Знайте свои лекарства» (англ. Gut Check: Know Your Medicine), направленную на повышение грамотности пациентов.
В декабре 2019 года в Австралии и Новой Зеландии были опубликованы обновлённые руководства по предотвращению случаев передозировки парацетамолом.

## Эпидемиология
Парацетамол содержится более чем в 500 препаратах, отпускаемых как по рецепту, так и без рецепта. Из-за его высокой доступности и относительно высокой токсичности (по сравнению с ибупрофеном и аспирином) существует бо́льшая вероятность передозировок. Токсичность парацетамола — одна из наиболее распространённых в мире причин отравлений. В США, Великобритании, Австралии и Новой Зеландии передозировка парацетамолом — наиболее распространённая среди всех передозировок. Кроме того, и в США, и в Великобритании передозировка парацетамолом — наиболее распространённая причина острой печёночной недостаточности.
Было проанализировано, что в Англии и Уэльсе с 1989 по 1990 годы произошло примерно 41 200 случаев отравления парацетамолом со смертностью 0,40 %. Это означает примерно 150–200 смертельных исходов и 15-20 трансплантаций печени ежегодно в Англии и Уэльсе. В США с передозировкой парацетамола связано 2 600 госпитализаций и 458 смертей, вызванных печёночной недостаточностью, ежегодно. Исследование случаев острой печёночной недостаточности, проводившееся с ноября 2000 по октябрь 2004 годов Центрами по контролю и профилактике заболеваний США, показало, что парацетамол был причиной 41 % всех таких случаев среди взрослых и 25 % случаев среди детей.